# Rauschuppen-Buschviper
Die Rauschuppen-Buschviper (Atheris hispida) ist eine Vipernart aus der Unterfamilie der Echten Vipern und zählt zur Gattung der Buschvipern (Atheris).

## Merkmale
Die Rauschuppen-Buschviper erreicht eine Gesamtlänge zwischen 50 und 70 cm. Adulte Weibchen werden größer als Männchen. Der Körper ist leicht gedrungen. Der Schwanz ist in Anpassung an eine kletternde Lebensweise als Greifschwanz ausgebildet. Der Kopf ist kurz, bei Aufsicht dreieckig geformt und deutlich vom Hals abgesetzt. Das Auge besitzt eine bei Lichteinfall vertikal geschlitzte Pupille. Kopf und Körper zeichnen sich durch markante, schmale Schuppen aus, deren Ende verlängert ist und nach außen absteht. Dies verleiht der Schlange ein zottiges Aussehen. Auch die englische Trivialbezeichnung „African Hairy Bush Viper“ nimmt Bezug auf dieses Merkmal. Die Grundfärbung des Körpers ist variabel und kann gelbgrün, graugrün, olivbraun oder schwärzlich ausfallen. Am Kopfende zeichnet sich ein dunkler Winkelfleck ab. Der Schwanz kann einfarbig schwarz oder schwarz und grau geringelt sein. Entlang des Rückens zeigen sich unregelmäßige dunkle Flecken. Der Giftapparat besteht aus seitlich des Schädels befindlichen Giftdrüsen (spezialisierte Speicheldrüsen) und im vorderen Oberkiefer befindlichen, beweglichen Fangzähnen (solenoglyphe Zahnstellung).

### Pholidose
Die Pholidose (Beschuppung) zeigt folgende Merkmale:
- 8 Oberlippenschilde (Supralabialia),
- 8 Unterlippenschilde (Sublabialia),
- 15 bis 19 Reihen stark gekielter Rumpfschuppen (Scuta dorsalia),
- 149 bis 166 Bauchschilde (Scuta ventralia) und
- 49 bis 64 Unterschwanzschilde (Scuta subcaudalia).

## Systematik
Die Erstbeschreibung von Atheris hispida erfolgte im Jahr 1955 durch den belgischen Zoologen Raymond Ferdinand Laurent unter der Bezeichnung Atheris hispidus. Es werden aktuell (Stand: 2018) keine Unterarten aufgeführt.

## Verbreitung
Das Verbreitungsgebiet umfasst in Subsahara-Afrika Areale in der Demokratischen Republik Kongo, Uganda, Kenia und Tansania und schließt Gebiete in Höhen zwischen 900 und 2400 Metern ein. Besiedelte Habitate werden von feuchten Wäldern, tropischem Regenwald und Dickichten dargestellt und zeichnen sich durch Gewässernähe (Sumpfland und andere Gewässer) aus. Oftmals finden sich Schilfbestände und Papyrus (Cyperus papyrus) in der Nähe.

## Lebensweise
Atheris hispida führt eine vorwiegend nachtaktive und kletternde Lebensweise. Sie wird häufig zusammengerollt in Blattwerk und Geäst von Büschen, kleinen Bäumen und Schilf in Höhen bis 3 Meter beobachtet. Nachts klettert sie geschickt im Buschwerk. Zum Beuteerwerb wird regelmäßig der Boden aufgesucht. Zum Beutespektrum zählen kleine Säugetiere, Froschlurche Vögel und kleine Echsen. Beutetiere werden nach dem Giftbiss in der Regel bis zur Immobilisierung durch das Gift festgehalten. Die Fortpflanzung erfolgt durch Ovoviviparie, also eilebendgebärend. Ein Wurf kann bis zu 12 Jungschlangen umfassen. Diese messen bei der Geburt circa 17 cm.
Gegenüber dem Menschen verhält sich die Art nicht aggressiv. Bissattacken erfolgen meist nur bei Provokation.

## Schlangengift
Das Giftsekret von Atheris hispida enthält Substanzen mit Einfluss auf die Hämostase (Prokoagulantien) und vermutlich Metalloproteasen. Bissunfälle verlaufen zumeist ohne schwere systemische Intoxikation. Lokale Beschwerden können Schmerzen und Schwellung sein. Seltene Komplikationen können auf Schädigung von Blutgefäßwänden und Aufbrauch von Gerinnungsfaktoren zurückzuführen sein und Verbrauchskoagulopathie und Hämorrhagien umfassen. Ferner können Schock und sekundäre Schädigung der Nieren nicht ausgeschlossen werden. Ein spezifisches Antivenin ist nicht verfügbar. Die Therapie eines Giftbisses erfolgt symptomatisch. Im Falle einer ausgeprägten Koagulopathie kann der Ersatz von Gerinnungsfaktoren indiziert sein.